# Connie Chiume
Connie Chiume, née le 5 juin 1952 à Welkom (union d'Afrique du Sud) et morte le 6 août 2024 à Johannesbourg (Afrique du Sud), est une actrice sud-africaine.
Elle est connue pour ses rôles au cinéma dans Black Panther, Black Is King (en) et Black Panther : Wakanda Forever, et à la télévision dans les séries Rhythm City (en) et Gomora (en).

## Biographie
Connie Temweka Gabisile Chiume naît le 5 juin 1952 à Welkom dans la province de l’État libre d'Orange (union d'Afrique du Sud). Après des études secondaires dans une école du Cap-Oriental, elle exerce pendant quelques années le métier d’enseignante, avant de déménager en Israël puis en Grèce.
De retour dans son pays natal, elle commence sa carrière d'actrice en 1989 avec une apparition dans la série télévisée Inkom' Edla Yodwa.
De 2007 à 2015, elle obtient un rôle récurrent dans une centaine d'épisodes de la série musicale Rhythm City (en).
En 2018, elle intègre l'univers cinématographique Marvel dans le film Black Panther de Ryan Coogler, dont le rôle principal est tenu par Chadwick Boseman et où elle rejoint deux compatriotes : John Kani et son fils Atandwa au générique.
En 2020, elle participe au film musical Black Is King (en) coréalisé par Beyoncé, et interprète un des rôles principaux dans la série Gomora (en).
Connie Chiume, âgée de 72 ans,  meurt le 6 août 2024 à Johannesburg.

### Vie privée
Connie Chiume a été mariée de 1985 à 2004. Elle a quatre enfants, dont Nothando Naledi Mabuza qui est également actrice.

## Filmographie

### Cinéma
- 1990 : Warriors from Hell de Ronnie Isaacs : Marita
- 1994 : Un joueur à la hauteur de Paul Michael Glaser : Mrs Urudu
- 1999 : Chikin Biznis... The Whole Story! de Ntshavheni Wa Luruli : Thoko
- 2000 : Je rêvais de l'Afrique de Hugh Hudson : Wanjiku
- 2004 : In My Country de John Boorman : Virginia Tabata
- 2013 : Fanie Fourie's Lobola (en) de Henk Pretorius : Zinzi
- 2018 : Black Panther de Ryan Coogler : ancienne de la tribu de la Mine
- 2019 : Losing Lerato de Sanele Zulu : femme dans le bus
- 2019 : Blessers de Rea Rangaka : Ma-Lerato
- 2020 : Seriously Single (en) de Katleho Ramaphakela (en) : mère de Dineo
- 2020 : Black Is King (en) (film musical) : elle-même
- 2022 : Jewel d'Adze Ugah : Mam' Zikode
- 2022 : Black Panther: Wakanda Forever de Ryan Coogler : Zawavari

### Télévision
- 1989 : Inkom' Edla Yodwa : Thembi
- 1994 : The Line de Brian Tilley (téléfilm) : Rosie
- 1997 : A Woman of Color de Bernard Joffa (téléfilm) : fonctionnaire du gouvernement
- 1998 : Tierärztin Christine III: Abenteuer in Südafrika de Christian Kohlund (téléfilm)
- 2001-2004 : Yizo Yizo (en) : Mrs Ralentswe (4 épisodes)
- 2003 : Soul City : Martha Ngcobo (2 épisodes)
- 2004 : Mazinyo Dot Q : Ma Mavuso
- 2005 : Zone 14 : Stella Moloi
- 2006 : Home Affairs (en) : Mrs Ntshinga (13 épisodes)
- 2007 : 90 Plein Street : Porte-parole (saison 1, épisode 1)
- 2007 : Stokvel : Innocence Ledwaba (1 épisode)
- 2007-2015 : Rhythm City (en) : Mamokete Khuse (101 épisodes)
- 2015 : It's Complicated
- 2017 : Thula's Vine : Nothando
- 2017-2018 : Ring of Lies : Dumi Tau (2 épisodes)
- 2018-2022 : Housekeepers : Maria Motsepe (18 épisodes)
- 2020 : Queen Sono : Nana Rakau (3 épisodes)
- 2020 : Gomora (en) : Mam' Sonto (719 épisodes)